# Красногвардейская улица (Иваново)
Красногварде́йская у́лица — одна из старейших улиц города Иванова. Находится в Ленинском районе. Берёт начало в центральной части города, начинается от площади Революции и идёт в юго-восточном направлении до улицы Смирнова. Располагается параллельно между улицами: Смирнова и 10 Августа. Пересекается с улицами: Марии Рябининой, Бубнова, 1-я Запрудная, Колотилова, Смирнова, и Рыночным переулком.

## Происхождение названия

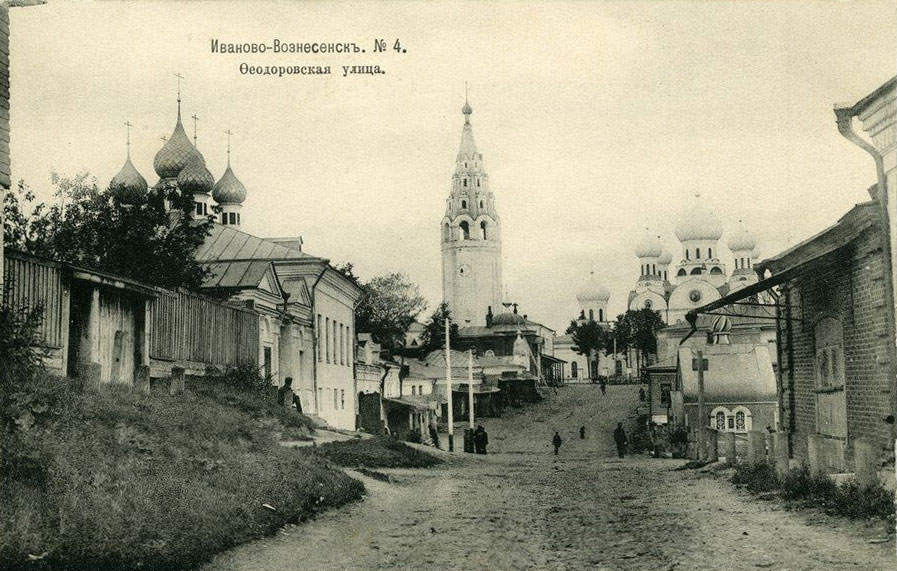
Фёдоровская улица. Начало XX века

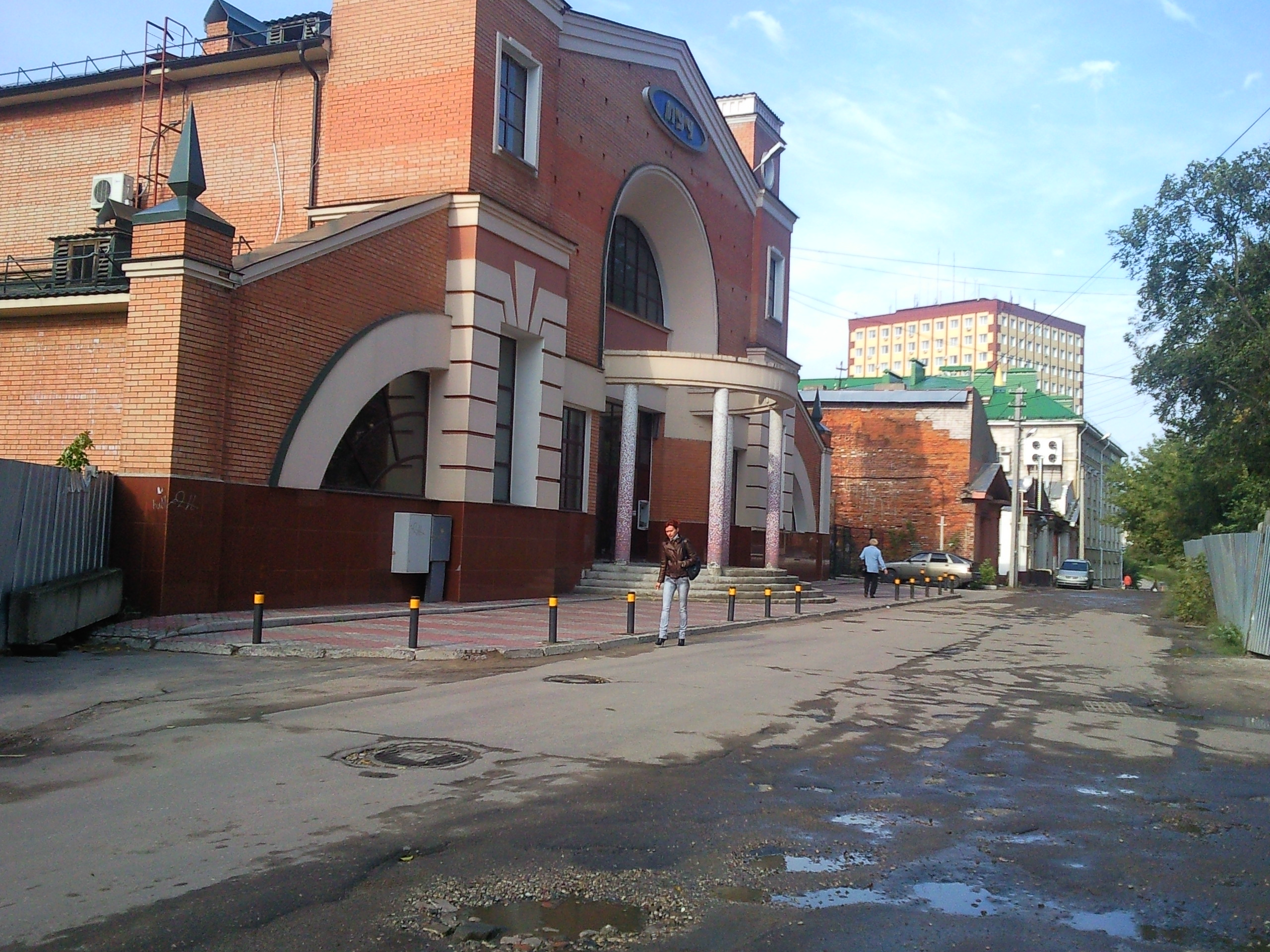
Современный вид. 2010

Улица исторически образовалась путём объединения Фёдоровской и 2-й Кладбищенской улиц.

Фёдоровская улица занимала участок от современной площади Революции до улицы Марии Рябининой. Получила своё название в 1893 году. Была известна также как Семёновская улица.

2-я Кладбищенская занимала участок от современной улицы Марии Рябининой до Пролетарской улицы. Получила своё название в 1896 году. Ранее называлась Малая Голява (Известна с XVIII века).

На улице, вблизи Георгиевской площади (ныне площадь Революции), располагались торговые ряды, поэтому улицу часто называли «Нижний Базар».
В 1927 улицы Фёдоровская (известна также как Семёновская) и 2-я Кладбищенская были объединены в одну — улица Барашек. Название получила от одноимённого рынка (ныне не существует).

Из воспоминаний жителя города Иванова:

«Самым популярным базаром в Иванове был „Барашек“, образовавшийся после ликвидации торговли на Георгиевской площади (пл. Революции) на перекрестке улиц Бубнова и Красногвардейской. Товаров для народа тогда не выпускали. А здесь торговали всем, чем возможно, обменивались. Буханка хлеба стоила 200 рублей. Развалы, толкучка, жулики, ворьё…»
1942 год.

В 1937 году улица Барашек была переименована в Красногвардейскую в честь подвигов Красной гвардии в период Октябрьской революции

## Архитектура
Застройка смешанная, дома от 1 до 5 этажей.
На улице располагаются или непосредственно примыкают:
- ТД «Каскад»
- ТД «Петровский» — пл. Революции, д. 7
- Ночной клуб «Рафинад»[9] (Старый Пассаж)
- Магазин «Луч».[10]
- Офис оператора сотовой связи Билайн — дом № 14
- Офисный центр — дом № 15[11]
- Ресторан «Русский стол» — дом № 33

## Транспорт
На улице нет линий общественного транспорта.

## Улица в произведениях литературы и искусства
- Упоминается в рассказе Д. А. Фурманова «Как убили Отца»[12]

## Галерея

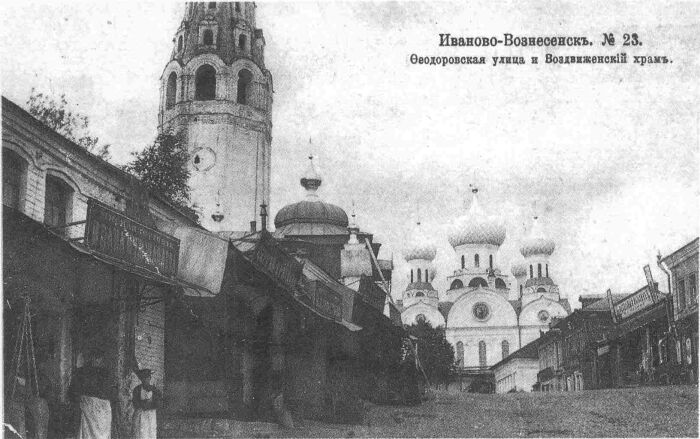
Фёдоровская улица. Начало XX века
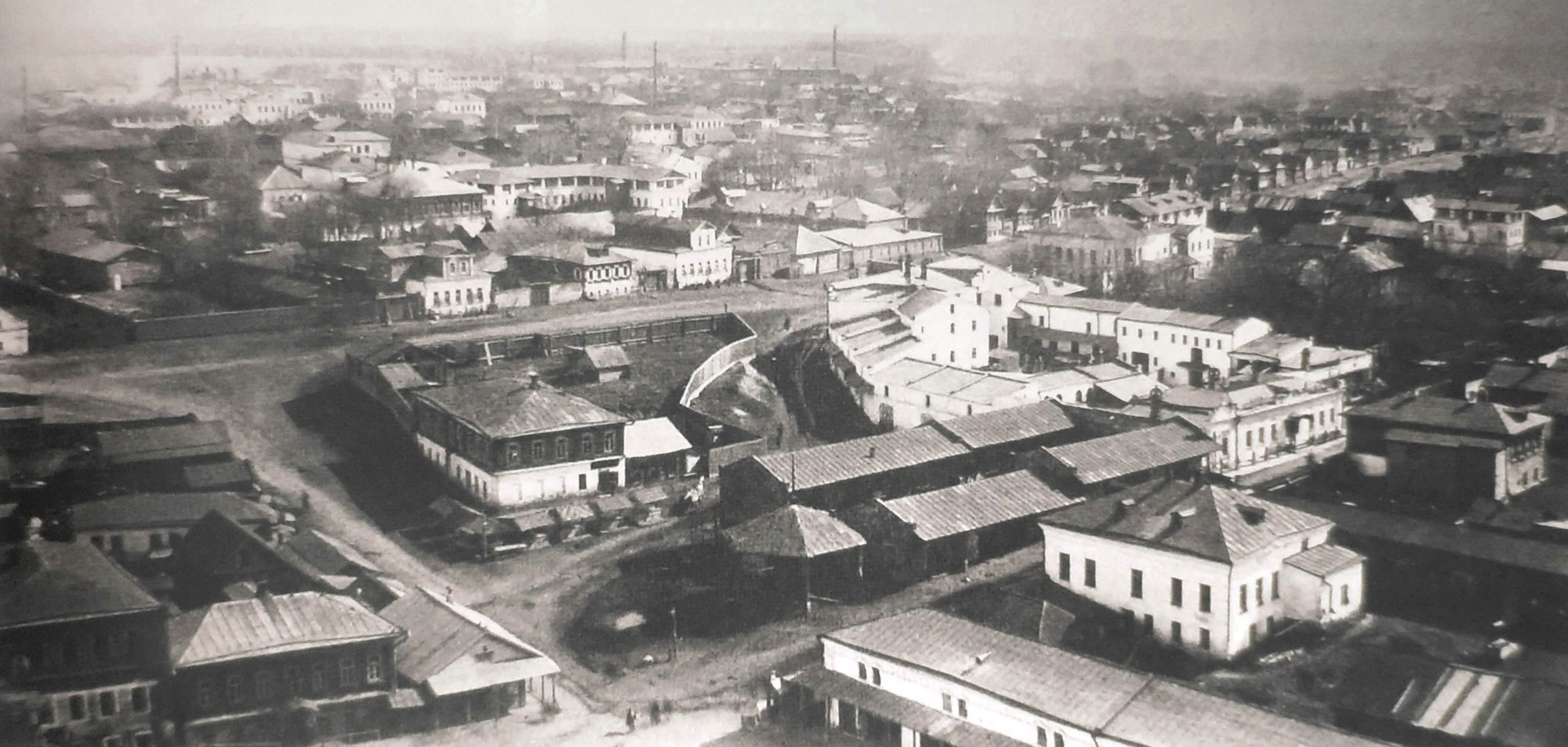
На переднем плане Нижний Базар (Красногвардейская ул.), на дальнем — улица Кокуй (ул. 10 Августа)
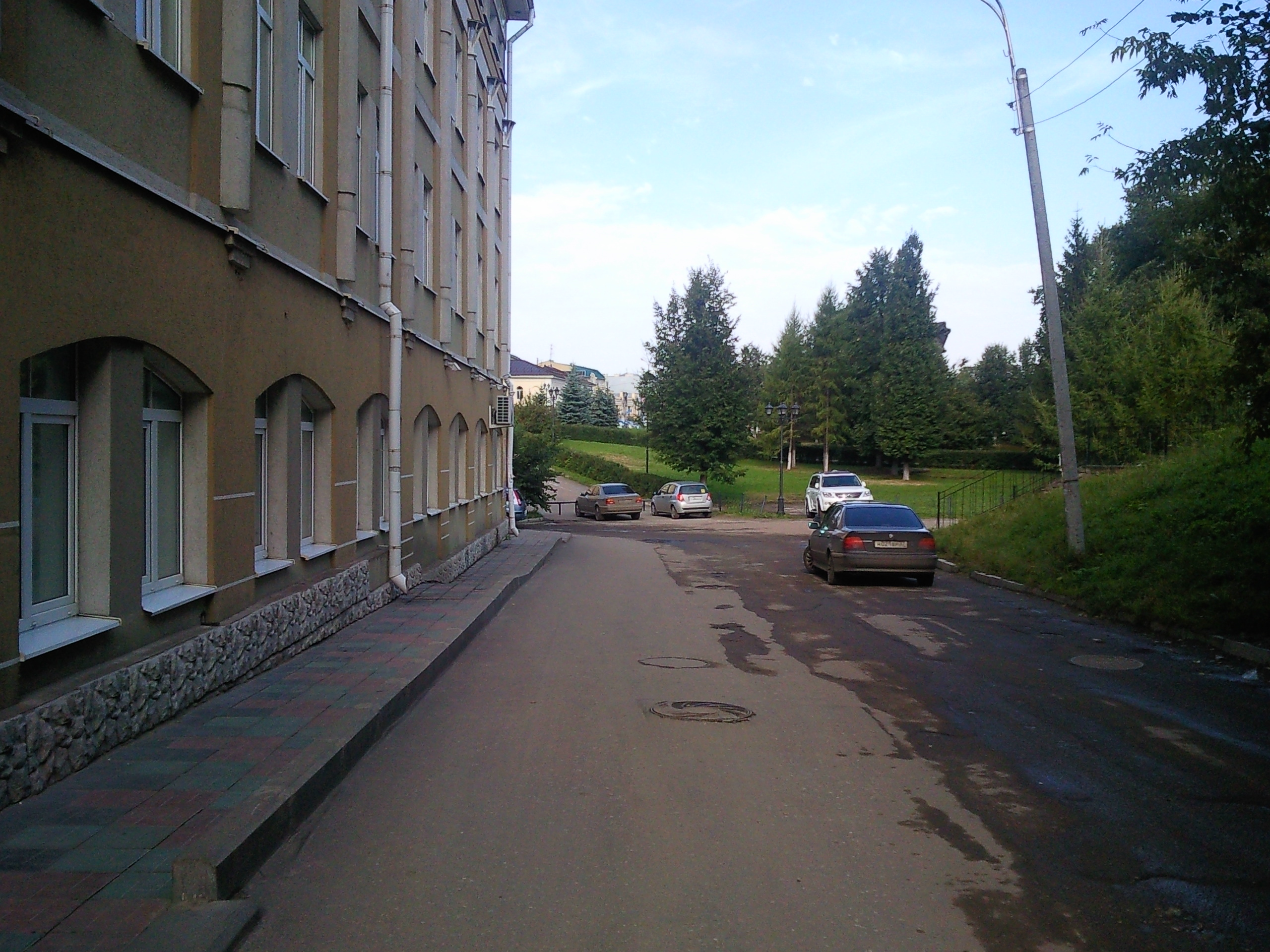
Выход на площадь Революции
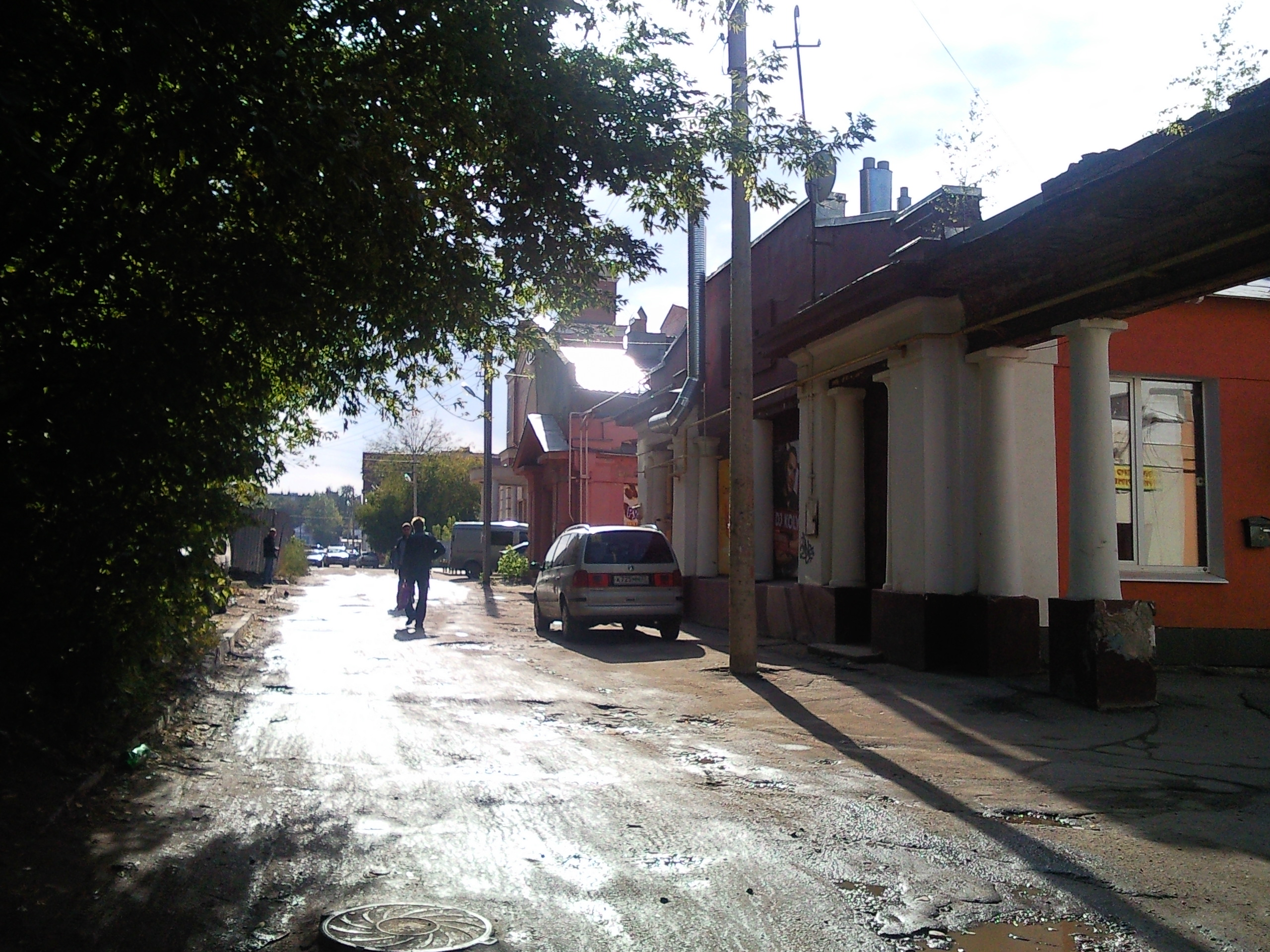
В районе Пассажа